# サムソン

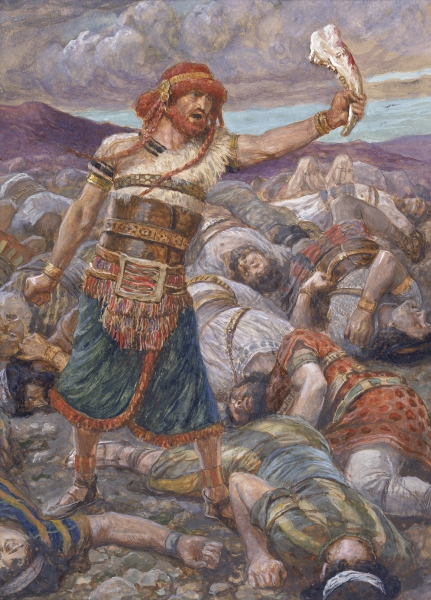
驢馬のあごの骨をふるってペリシテ人1000人を打ち殺したサムソン

サムソン（ヘブライ語: שמשון Shimshon/Šimšôn、ギリシア語: Σαμψών Sampson、ラテン語: Samson）は、旧約聖書の士師記13章〜16章に登場する人物。古代イスラエルの士師の1人で、怪力の持ち主として有名。名前には「太陽の（人）」、「（神に）仕えるもの」という意味があると考えられる。

## 物語
士師記によるサムソンの物語は以下のとおりである。

### 誕生について
イスラエルの民がペリシテ人に支配され、苦しめられていたころ、ダン族の男マノアの妻に主の使いがあらわれる。彼女は不妊であったが、子供が生まれることが告げられ、その子が誕生する以前からすでに神にささげられたもの（ナジル人）であるため次のことを守るよう告げられた。それはぶどう酒や強い飲み物を飲まないこと、汚れたものを一切食べないこと、そして生まれる子の頭にかみそりをあてないことの三つであった。神の使いはマノアと妻の前に再び姿をあらわし、同じ内容を繰り返した。こうして生まれた男の子がサムソンであった。

### 活躍と没落

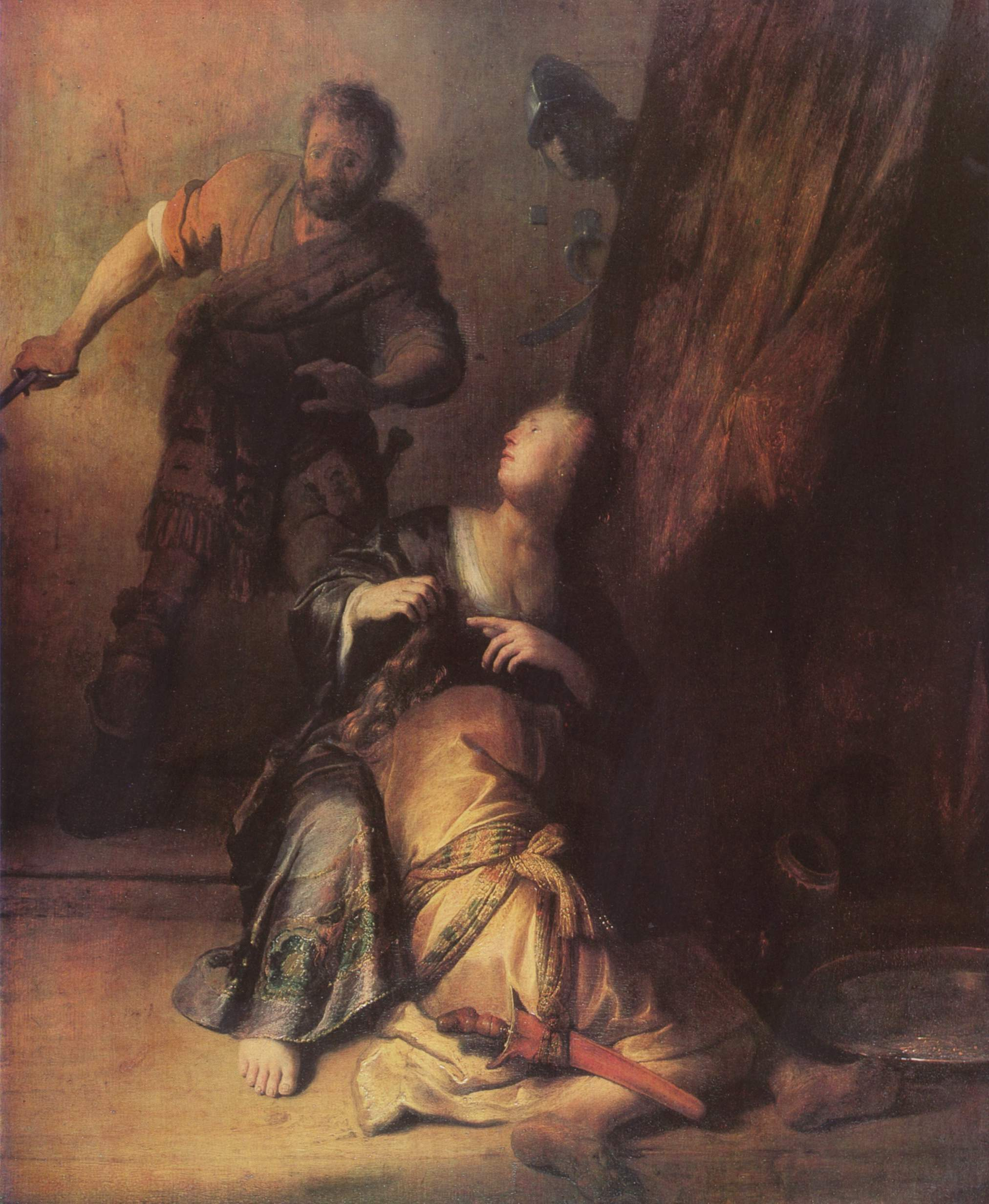
レンブラント『サムソンとデリラ』 (1629-1630年ごろ)、絵画館 (ベルリン)

サムソンは長じた後、あるペリシテ人の女性を妻に望み、彼女の住むティムナに向かった。その途上、主の霊がサムソンに降り、目の前に現れたライオンを、まるで子山羊でも扱うかのように裂いた。ティムナの女との宴席で、サムソンはペリシテ人たちに謎かけをし、衣を賭けた。ペリシテ人は女から答えを聞きだし、サムソンに答えた。サムソンは主の霊が下ってアシュケロンで30人のペリシテ人を殺害してその衣を奪い、謎を解いたペリシテ人たちに渡した。ティムナの女の父はこの一件の後、娘をほかの男性に与えた。サムソンはこれを聞いて、300匹のジャッカルの尾を結んで、それぞれに一つずつ松明をむすびつけ、畑などペリシテ人の土地を焼き払った。ペリシテ人はその原因がティムナの父娘にあると考えて二人を殺したが、サムソンはこれにも報復してペリシテ人を打ちのめした。ペリシテ人は陣をしいてサムソンの引渡しを求め、ユダヤ人はこれに応じた。ペリシテ人はサムソンを縛り上げて連行したが、途中で主の霊が降ると縄が切れて縄目が落ち、サムソンは驢馬のあごの骨をふるってペリシテ人1000人を打ち殺した。

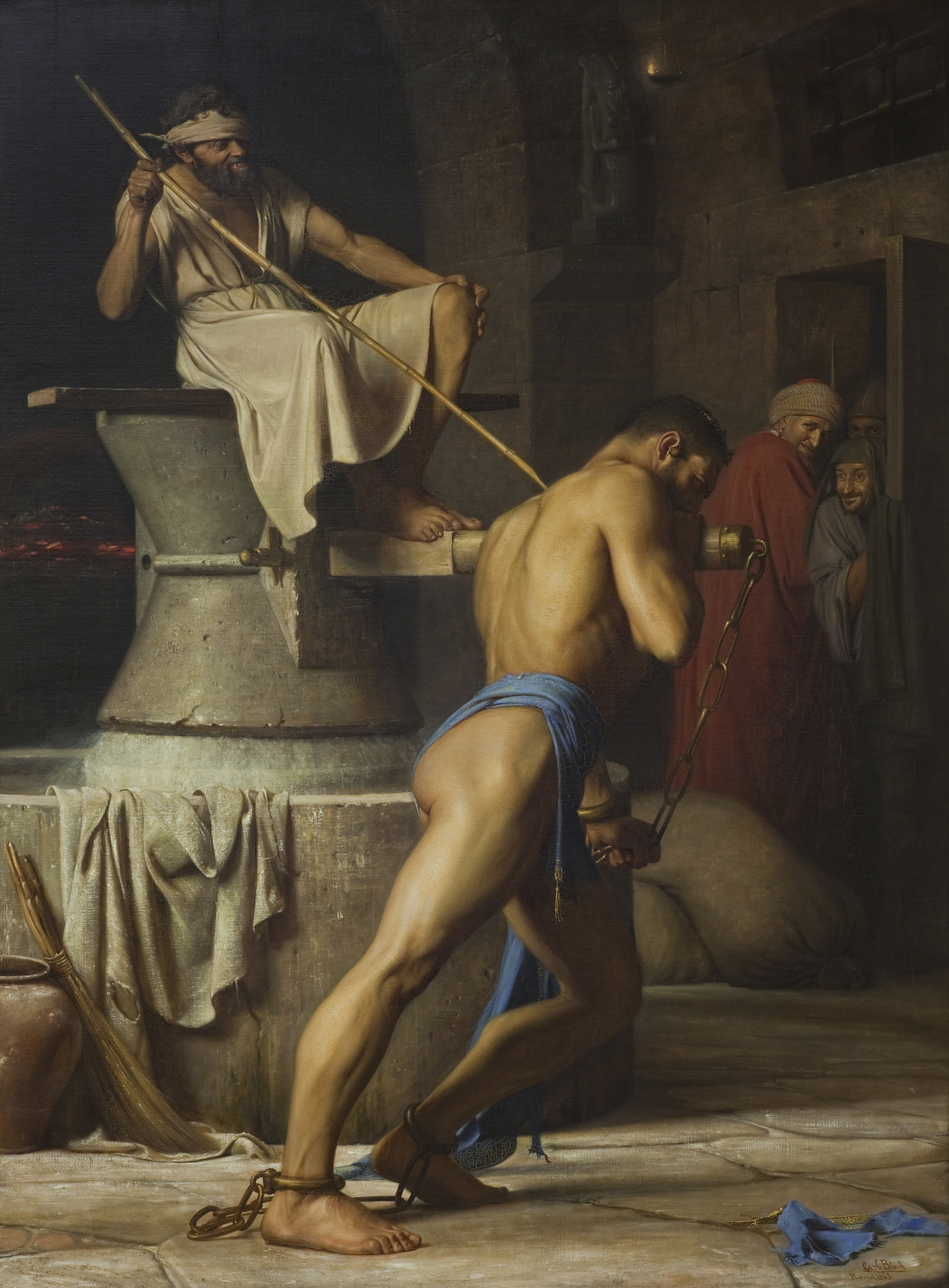
カール・ハインリッヒ・ブロッホ『ガザの牢で粉をひかされるサムスン』 (1863年)

サムソンは二十年間、士師としてイスラエルを裁いた。その後、サムソンはソレクの谷に住むペリシテ人のデリラという女性を愛するようになったため、ペリシテ人はデリラを利用してサムソンの力の秘密を探ろうとした。サムソンはなかなか秘密を教えなかったが、とうとう頭にかみそりをあててはいけないという秘密を話してしまう。デリラの密告によってサムソンは頭をそられて力を失い、ペリシテ人の手に落ちた。彼は両眼をえぐり出されてガザの牢で粉をひかされるようになった。

### 最期
ペリシテ人は集まって神ダゴンに感謝し、獄屋からサムソンを引き出して見世物にしていた。屋根の上には3000人程の見物人がいた。しかしサムソンは神（主）に祈って力を取り戻し、「わたしはペリシテびとと共に死のう」と言い、二本の柱を倒して建物を倒壊させ、多くのペリシテ人を道連れにして死んだ。このとき道連れにしたペリシテ人はそれまでサムソンが殺した人数よりも多かったという。

## サムソンの登場する芸術作品

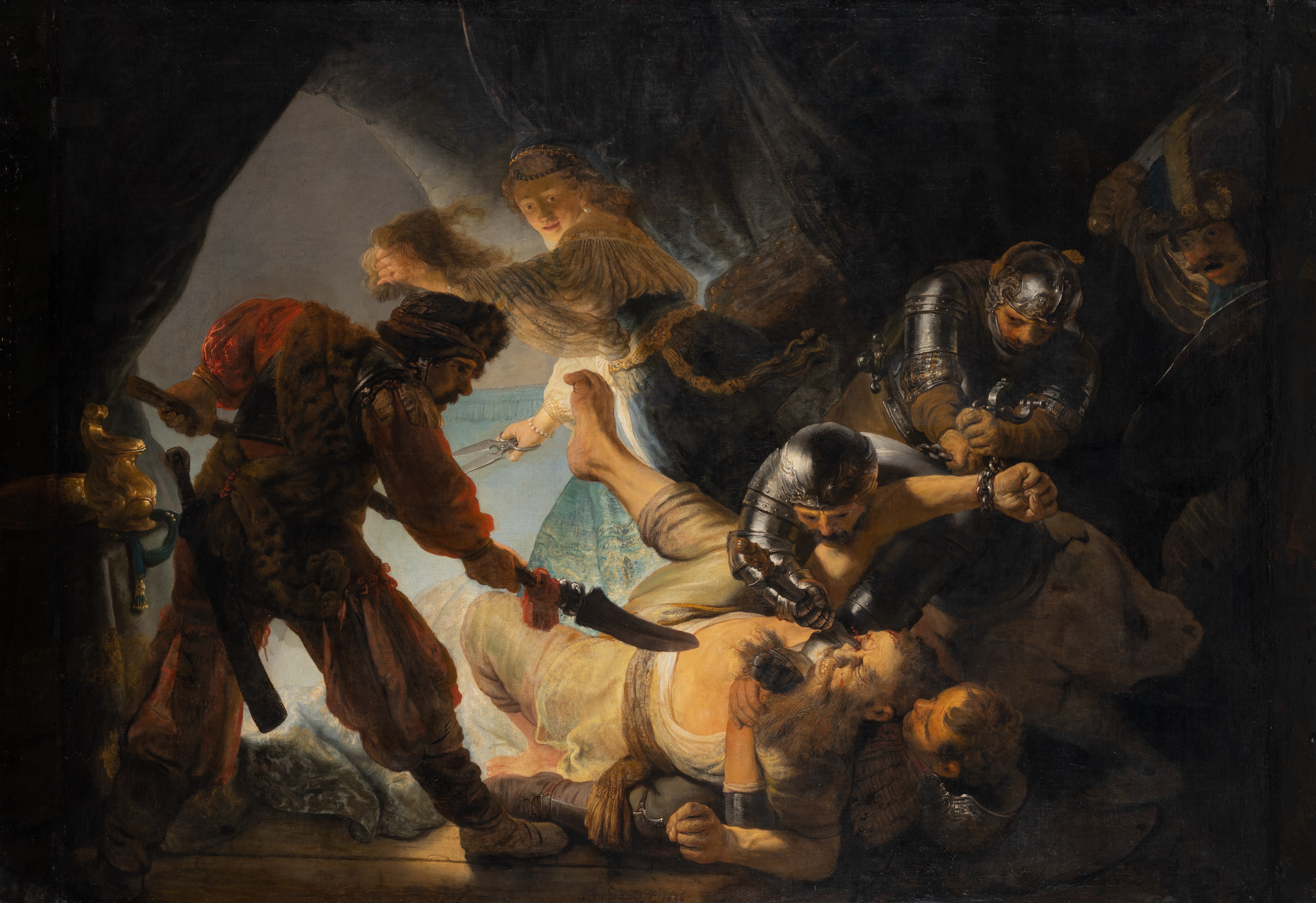
レンブラント『ペリシテ人に目を潰されるサムソン』 (1636年)、シュテーデル美術館、フランクフルト

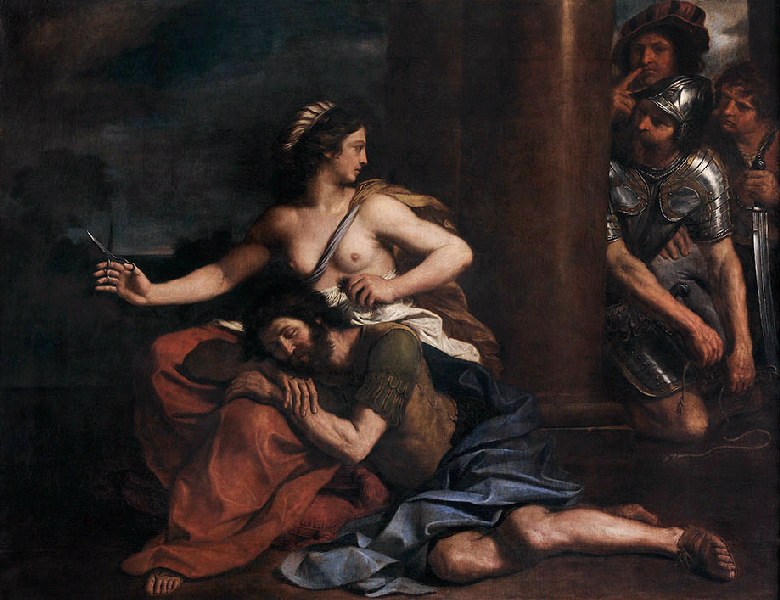
グエルチーノ『サムソンとデリラ』 (1654年)、ストラスブール美術館

### 絵画
- 『ペリシテ人に目を潰されるサムソン』 レンブラントの油彩画、1636年。
- 『サムソンとデリラ』グエルチーノの油彩画、1654年。

### 文学
- 『闘士サムソン』(Samson Agonistes) ジョン・ミルトンの劇詩、1671年。

### 音楽
- 『サムソン』(Samson) ヘンデルのオラトリオ、1743年。
- 『サムソンとデリラ』(Samson et Dalila) サン＝サーンスのオペラ、1877年初演。
- 『If I Had My Way』 ゲイリー・デイヴィスのブルース、中でも、プリーチング・ブルースとして有名な曲目。

### 映画
- 『サムソンとデリラ』(Samson and Delilah) アレクサンダー・コルダ監督、1922年。
- 『サムソンとデリラ』(Samson and Delilah) セシル・B・デミル監督、1949年。アカデミー美術賞・アカデミー衣裳デザイン賞受賞。
- 『サムソンとデリラ』(Samson and Delilah) ニコラス・ローグ監督、1996年。テレビ映画。
- 『サムソンとデリラ』(Samson and Delilah) ワーウィック・ソーントン（英語版）監督、2009年。
- 『サムソン 神に選ばれし戦士』(Samson) ブルース・マクドナルド（英語版）監督、2018年。

### 漫画
- 『聖☆おにいさん』フェイスラインに自信がないため、髪を切ると恥ずかしくて力が出なくなるとのこと。